# Paraphamartania
Paraphamartania is een vliegengeslacht uit de familie van de roofvliegen (Asilidae).

## Soorten
- P. stukei Geller-Grimm, 1997
- P. syriaca (Schiner, 1867)